# Ferdinand von Strantz
Ferdinand von Strantz (Breslau, Prússia, 31 de juliol de 1822 - Berlín, 25 d'octubre de 1909) fou un cantant alemany. De bon principi va fer la carrera militar, però seguint el consell de Manuel Patricio Rodríguez Sitches, el qual havia conegut a París, es dedicà al cant, i debutà el març de 1848 a Hannover, amb el rol del comte, en l'òpera Nachtwandlerin. A Darmstadt, on es va traslladar al cap de poc temps, va haver d'interrompre la seva professió a causa d'una malaltia a la gola; entretant, a partir de 1850, treballà de galant jove a Graz, Dantzig i Hamburg; després d'actor característic (des de 1860) a Magdeburg, Königsberg, Dresden i Leipzig, on de 1870 - 76 també treballà de director d'escena. El 1876 fou nomenat director de l'Òpera Reial de Berlín, havent desenvolupat aquest càrrec durant onze anys. Escriví: Erinnerungen aus meinem Leben (Hamburg, 1901); Opernführer (Guia d'òpera) i Persönliche Erinnerungen an berühmte Sangerinnen des XIX Jahr (1906).